# ماوریسیو ایسلا
ماوریسیو آنیبال ایسلا ایسلا (اسپانیایی: Mauricio Aníbal Isla Isla‎؛ زاده ۱۲ ژوئن ۱۹۸۸) بازیکن فوتبال اهل شیلی است.

## باشگاهی
از باشگاه‌هایی که در آن بازی کرده‌است می‌توان به اودینزه، یوونتوس، کویینز پارک رنجرز، مارسی، کالیاری و فنرباغچه اشاره کرد.

## تیم ملی
وی همچنین در تیم ملی فوتبال شیلی بازی کرده‌است.